# Prototroctes oxyrhynchus
El Prototroctes oxyrhynchus es una especie de pez, que se encuentra extinguido, distribuido antiguamente por las costas y ríos de Nueva Zelanda.

## Morfología
Su longitud máxima descrita es de 22 cm, de tamaño codiciado para su pesca que resultó ser excesiva. El resto de su morfología es el típico de los retropínidos: aleta caudal bifurcada, presencia de aleta adiposa y ausencia de línea lateral, con una pequeña quilla en el abdomen.

## Distribución y hábitat
Era un pez marino o de aguas salobres de comportamiento anádromo, que remontaba los ríos para desovar. Un endemismo de Nueva Zelanda, el último ejemplar fue capturado en la década de 1930.

## Historia
Esta fue una importante especie de pesca para los indígenas maoríes de Nueva Zelanda antes de la colonización europea, que los capturaban en abundancia usando una variedad de técnicas que incluyen redes y trampas de canastas; consumían tanto su carne como sus huevas.
La extinción de la especie parece ser debida a una combinación de factores: su pesca excesiva, la destrucción de su hábitat forestal donde desovaba y la introducción invasiva de especies de salmónidos.